# Пятигорский сельсовет
Пятигорский сельсовет — упразднённое сельское поселение в Предгорном районе Ставропольского края Российской Федерации.
Административный центр — посёлок Пятигорский.

## География
Пятигорский сельсовет граничит с Кабардино-Балкарией, Кировским и Георгиевском районом, а также с Этокским сельсоветом Предгорного района Ставропольского края.
Расположен в юго-западной части Ставропольского края. Пятигорский сельсовет находится в 40 км от районного центра — станицы Ессентукской и в 20 км от города-курорта Пятигорска.
По территории сельсовета протекает река Этока с впадающими в неё ручьями, образованными родниками. Рельеф полого—холмистый, природные ресурсы представлены почвами — чернозёмами.

## История
Границы установлены Законом Ставропольского края от 25 августа 2004 года N 75-кз «Об установлении границ муниципальных образований в Предгорном районе Ставропольского края»
Описание истории посёлка Пятигорского.
С 16 марта 2020 года, в соответствии с Законом Ставропольского края от 31 января 2020 г. № 12-кз, все муниципальные образования Предгорного муниципального района были преобразованы путём их объединения в единое муниципальное образование Предгорный муниципальный округ.

## Население
| 1989  | 2002  | 2010  | 2011  | 2012  | 2013  | 2014  |
| ----- | ----- | ----- | ----- | ----- | ----- | ----- |
| 5567  | ↗6262 | ↘6172 | ↗6174 | ↘6148 | ↗6179 | ↘6171 |
| 2015  | 2016  | 2017  | 2018  | 2019  | 2020  |       |
| ↘6145 | ↘6097 | ↘6086 | ↘6041 | ↘5994 | ↘5984 |       |

### Национальный состав
- русские — 80 %
- армяне — 15,24 %
- украинцы — 3 %
- немцы — 0,8 %
- кабардинцы — 0,96 %

## Состав сельского поселения
В состав сельского поселения входят 5 населённых пунктов:
| № | Населённый пункт   | Тип населённого пункта          | Население |
| - | ------------------ | ------------------------------- | --------- |
| 1 | Верхнетамбуканский | посёлок                         | ↗500      |
| 2 | Зелёный            | посёлок                         | ↘38       |
| 3 | Нижнеэтокский      | посёлок                         | ↘300      |
| 4 | Пятигорский        | посёлок, административный центр | ↗5072     |
| 5 | Родниковый         | посёлок                         | ↘300      |

## Герб Пятигорского сельсовета
Проект герба Пятигорского сельсовета разработан И. Л. Проститовым. Герб утверждён решением Совета депутатов Пятигорского сельсовета 10 марта 2006 года. Герб внесён в Государственный геральдический регистр под № 2530.
Описание герба
«Зелёный щит с пятью серебряными стропилами, расположенными равномерно одно над другим. Стропило в почётной части щита обременено червлёными перекрещенными клинками».
Значение символов
«Пять стропил символизируют не только пять гор и название посёлка, но и обозначают тот факт, что данное муниципальное образование состоит из пяти населённых пунктов: п. Пятигорский, п.Верхнетамбуканский, п. Родниковый, п.Нижнеэтокский, п. Зелёный. Перекрещенные клинки напоминают об имевших здесь место летних кавалерийских лагерях».

## Флаг Пятигорского сельсовета
Флаг Пятигорского сельсовета утвержден решением Совета депутатов Пятигорского сельсовета 10 марта 2006 года. Флаг внесён в Государственный геральдический регистр под № 2531. Автор флага — И. Л. Проститов.
Флаг выполнен по мотивам герба: полотнище состоит из белых и зелёных шевронов (символизируют пять населённых пунктов в составе муниципального образования, а также название посёлка Пятигорского). В верхнем левом углу флага два красных перекрещенных клинка, напоминающих об имевших здесь место летних кавалерийских лагерях.